# 桐嶋ゆう
桐嶋 ゆう（きりしま ゆう、1970年1月29日 - ）は、日本の元AV女優。

## 略歴・人物
1988年頃にデビューしたロリータ系のAV女優である。当初には「青山里美（あおやま さとみ）」の名前で発売された作品もある。
1989年には、秋山まり子・桂木美雪・山下麻衣と共にアテナ映像の「NEWセクシーメイツ」としても活動した。
1991年頃に引退したとみられる。

## 作品

### アダルトビデオ
- すごいのかけて! クラスメイト　（1988年、シュガー・ワークス）…「桐島ユウ」名義 ※デビュー作?
- 初心っ娘 里美　（1988年12月5日、ゴールデンキャンディ）…「青山里美」名義
- 肉体姦係 もっとヌルビュー　（1989年3月11日、アテナ映像）
- チュルルの詩　（1989年5月11日、アテナ映像）
- 制服花嫁 グーッと・おクまで　（1989年、シュガー・ワークス）…「青山里美」名義、オムニバス作品、他出演：上原ゆかり・山本なつき・星まゆみ
- 夏休みは終わらない　（1989年、シネマジック）
- 乳艶セレナーデ ～白色天使は舐め上手～　（1989年、ビジュアルジャパン）
- 蜜の時　（1989年、希宝舎）
- 被射態　（1989年、ファインアーツ）
- あなたとしたい クラス会でときめいて　（1989年10月21日、アテナ映像）
- NEWセクシーメイツ Vol.1 爆裂FUCK　（1989年11月21日、アテナ映像）…共演：秋山まり子・桂木美雪・山下麻衣・冴島奈緒
- 恋のトリートメント　（1990年1月11日、せいふく舎）
- NEWセクシーメイツ Vol.2 奥までアタル超ピストン　（1990年1月21日、アテナ映像）…共演：秋山まり子・桂木美雪・山下麻衣・樹まり子
- NEWセクシーメイツ Vol.3 私を変態にさせないで　（1990年3月21日、アテナ映像）…共演：秋山まり子・桂木美雪・山下麻衣・日向まこ
- NEWセクシーメイツ Vol.4 ヌケヌケフィニッシュ大狂乱　（1990年5月21日、アテナ映像）…共演：秋山まり子・桂木美雪・山下麻衣・青山ちはる
- スーパーVIDEO塾 ブルマー倶楽部 2　（1990年6月3日、宇宙企画）…共演：水木彩・佐倉麻子
- いんらん娘 地獄へおちろ!　（1991年、ビジュアルライブラリー）

発売日不明
- セクシーメイト 淫らなAVギャル　（ギャリル・ノア）
- エクスタシー7 PART.2 1週間毎日変えてください。平等に。　（せいふく舎）…オムニバス作品、他出演：庄司みゆき・滝沢薔・立花美希・小泉朝子・藤波なつみ・麻田純子
- おしゃぶりグランプリ 咥え上手な乙女たち 14　（シネマジック）…オムニバス作品、他出演：渡辺ひとみ・林こずえ・広瀬未希・亜木さおり・小森麻美・薬師丸ひろ美
- MAGAZINE VIDEO 姫子 11　（宇宙企画）…オムニバス作品、他出演：秋山美晴・岬まどか
- リップスティック 秘戯の香り　（イメージボックス）…他出演：庄司みゆき・小泉朝子・滝沢薔・立花美希・浅田純子・藤波なつみ ?
- セクシーパニック 2　（希宝舎）…「桐島ゆう」名義、オムニバス作品、他出演：浅田純子・みさとあかね・杉森久美子・新藤真澄
- すごいのかけて! 卒業シャワー PART7　（シュガー・ワークス）…総集編、他出演：沙也加・日向まこ・星まゆみ・上原ゆかり・山本なつき
- すごいのかけて! 卒業シャワー PART10 記念号　（シュガー・ワークス）…「桐島ゆう」名義、総集編、他出演：薬師丸ひろ美・松下ルミ・島田さとみ・山下百合・広田まみ・田代水絵・山本なつき・麻生夕貴・星まゆみ

他